# Thienemannimyia barberi
Thienemannimyia barberi är en tvåvingeart som först beskrevs av Daniel William Coquillett 1902.  Thienemannimyia barberi ingår i släktet Thienemannimyia och familjen fjädermyggor. Inga underarter finns listade i Catalogue of Life.